# 三好元長
三好 元長（みよし もとなが）は、戦国時代の阿波国の武将。細川晴元（六郎）に仕え、その偏諱を与えられて元長と名乗る。
父に関しては三好長秀という説が有力であるが、祖父で長秀の父・三好之長の子という説もある。本来ならば之長の後継者だった長秀が早くに戦死したため、之長が元長を長秀の養子にしたという説がある。

## 生涯

### 挙兵、政権奪取
文亀元年（1501年）、誕生。
永正17年（1520年）、三好氏の総帥であった之長は細川高国に敗れた際に処刑されており、その世子であった長秀はそれ以前に戦死していた。このため、之長の直系であった元長が三好氏の新たな総帥となったものの、高国への反撃に出られぬまま阿波国において、之長が擁立していた主筋である細川澄元の遺児・六郎（後の晴元）と共に逼塞していた。
将軍に返り咲かせた足利義稙との仲違いに陥ったものの、新将軍に足利義晴を据える事でなおも磐石を保った高国の独裁政権であったが、大永6年（1526年）7月に細川尹賢の讒言で香西元盛を誅殺した事から綻びを見せた。謂れの無い上意討ちに元盛の兄弟・波多野元清と柳本賢治が丹波国で造反し、高国の政権は鎮定に失敗、軍事力の弱さを露呈したのである。
これを好機と捉えた元長たちは、同年10月に阿波国で挙兵。足利義維（義晴の兄弟）を擁して高国軍に挑む主君・細川六郎を助けて、畿内まで進軍して越年。高国に造反した波多野軍との合流を果たすと、大永7年（1527年）3月には高国と義晴の連合軍と激突し、これを撃破（桂川原の戦い）。高国たちを近江国へ追放し、立場を逆転させた。
さらに、遁走により政治機能を喪失した高国政権に替わるべく堺公方（堺大樹）の樹立に貢献。同年11月19日には、近江国の六角定頼と越前国の朝倉宗滴らの加勢を得て、堺公方派の駆逐を期する高国軍を桂川周辺の泉乗寺（川勝寺）で撃退、細川六郎による新たな畿内支配体制を確立させるべく尽力した。

### 退去、再び畿内へ
大永8年（1528年）7月、それまでの功績により山城守護代に任じられたが、翌享禄2年（1529年）には新たに同僚となった柳本賢治・松井宗信らと険悪な状態となったため、阿波国に逼塞する。
その間、伊勢国の北畠晴具（高国の娘が嫁いでいた）に加え播磨守護代・浦上村宗の加勢をようやく得て、再挙兵した細川高国軍が中央進出のための地固めとして、播磨国内の各地を転戦、勝利を重ねていた。その播磨国へ迎撃に派遣された柳本賢治を享禄3年（1530年）6月の急死（暗殺とも）で失うと、高国と村宗の連合軍には8月に摂津への侵攻を許すなど、元長不在の堺公方派は戦局が悪くなり、ついには薬師寺国盛のような高国軍に降伏する者が現れるなど、窮地に追い込まれつつあった。
享禄4年（1531年）2月、細川六郎の懇願によって元長は復帰するも、事態は逼迫していた。播磨国からの転戦で進撃を見せてきた細川高国と浦上村宗の連合軍に苦戦したために、翌3月には堺公方派で河内国からの新参・木沢長政が京の防備を放棄し、撤退した為、高国軍の京都奪還を許してしまう。
目障りな堺公方を討滅せんと、意気盛んな高国軍に摂津南部まで迫られた窮地に際し、阿波国からの援軍8,000を得て、高国軍の先鋒に攻撃をした。しかし援軍を加えたとはいえ、堺に鎮座する足利義維を守るための戦力を半数以上も割かねばならぬ為、高国軍と真っ向から対峙するには少なく、元長の手腕に依存するところが大きかった（中嶋の戦い）。
戦局は戦線の膠着化を招いた。そして同年6月、高国軍の増援として現れた赤松政祐の裏切りにより事態は進展し､高国軍を壊滅させた（大物崩れ）。

### 主君との対立
仇敵・細川高国の討滅という目標を達成した堺公方派ではあったが、その内部では以後の方針を巡って不協和音が生じだした。現職の足利義晴から将軍職を剥奪し、自分達が擁する足利義維を新将軍に据えさえすれば、細川六郎の堺幕府は公認されるという中で主君の六郎があろうことか松井宗信の勧めによって義晴との和睦を推し進めようとしたのである。
堺幕府の放棄にも等しい細川六郎の決断には、河内国の畠山義堯（六郎の義兄弟）と共に反対したが、聞き容れてもらえなかったばかりか、かえって大きな溝をつくってしまう。これまでの功績が災いしたのか、六郎からはその存在を危険視されてゆく。しかも、六郎の配下としての有望な地位を狙う木沢長政や、元長の失脚を願う一門で従叔父の三好政長（宗三）らの動きもあって、その溝は一段と深まった。
更に元長自身も失策を犯していた。京都三条城に籠もっていた柳本甚次郎（かつて対立していた賢治の子）を、享禄5年（1532年）1月22日に阿波軍を率いて討滅させてしまうと、細川六郎の怒りを恐れて出家、海雲と号した。阿波守護・細川持隆（六郎の従弟）による、六郎との関係修復の執り成しも成功せず、主従関係を一段と悪化させた。

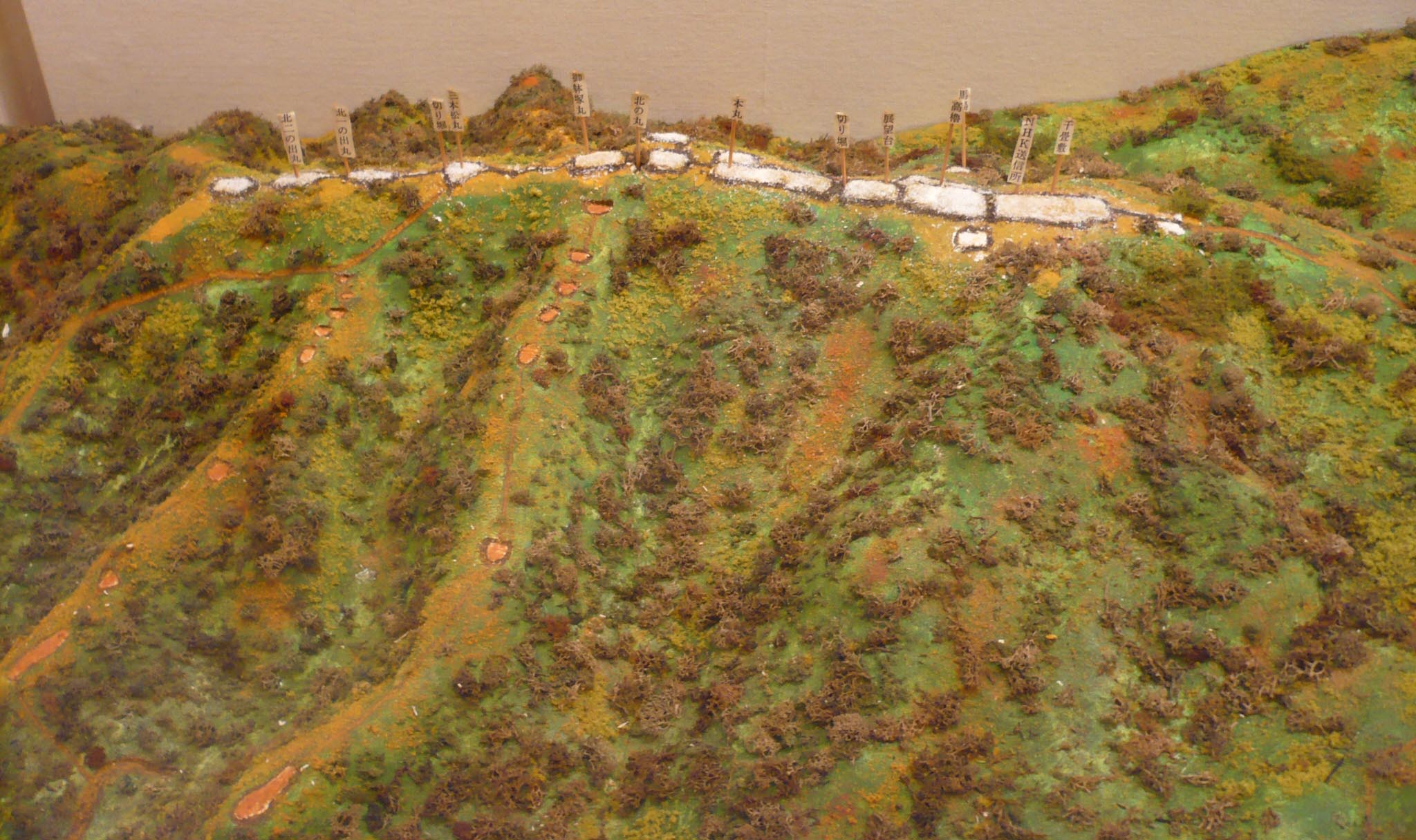
飯盛山城の模型/大東市歴史民俗資料館所蔵

やがて、木沢長政の存在で立場を悪くしていった元長は、同じく木沢長政の下克上を警戒する畠山義堯（長政の主筋）と結託。義堯による上意討ちを支援する形で、同年8月には長政の居城・飯盛山城を攻囲した。
細川高国討滅から僅か2ヶ月という堺公方派の内輪揉めであったが、木沢長政を擁護しようとする細川六郎からの撤兵要請もあって、元長は1度は兵を退いた。しかし、長政の野心を危険視する畠山義堯は、享禄5年（1532年）5月、飯盛山城を再攻囲。元長も遅れて支援に加わった。この時も主筋の細川六郎が長政を擁護する姿勢を見せていたが、それにも構わず飯盛山城の包囲し続けた為、木沢長政は不利な状況に陥った。

### 最期

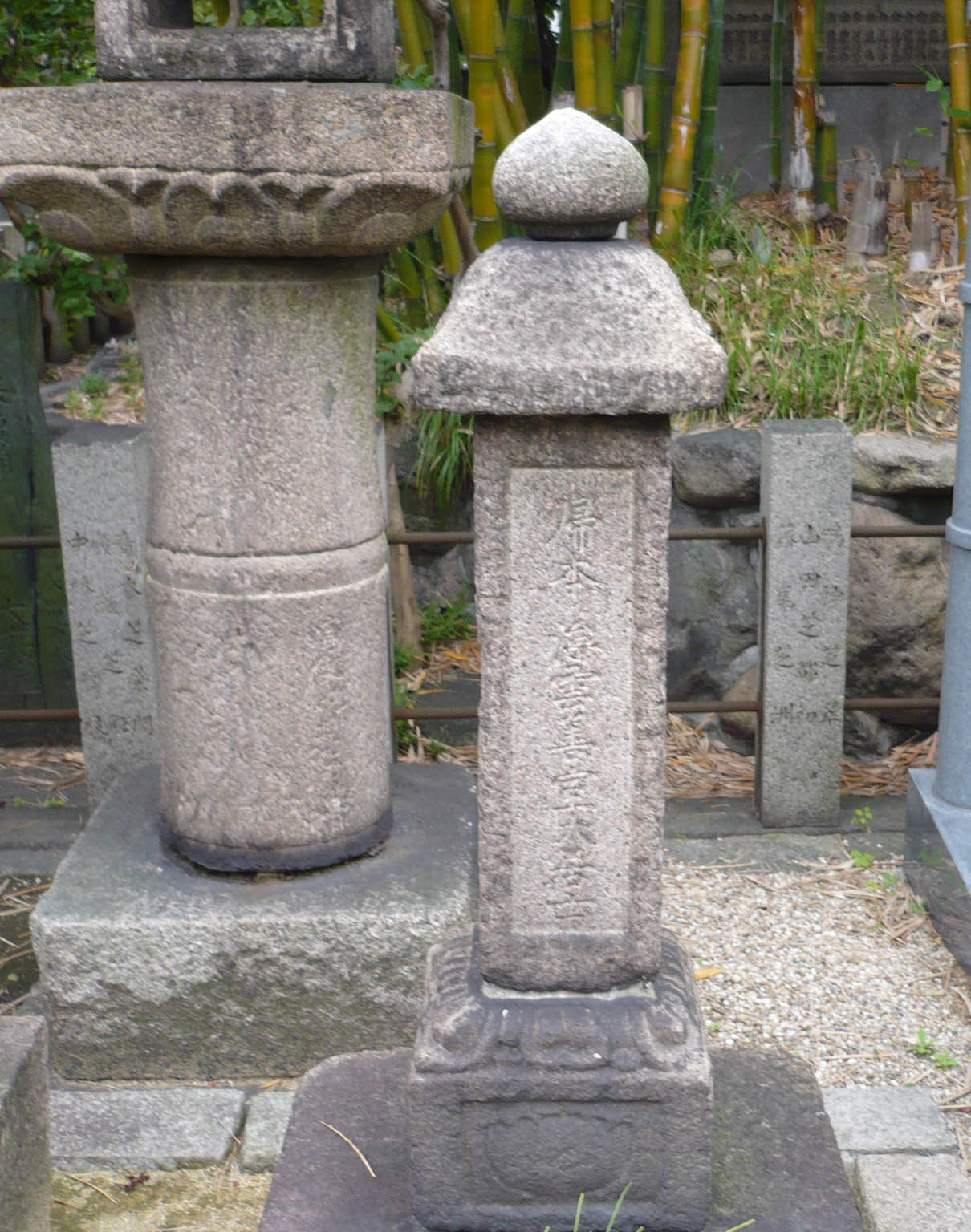
元長の墓

木沢長政討滅が終盤となっていた6月15日。数万の一向一揆軍によって、攻囲軍が背後から襲撃されたのである。攻囲軍は退散して、元長も堺の顕本寺（法華宗）まで逃走した。一方、一揆軍に観念したのか、同月17日に畠山義堯は自害した。
自力での攻囲軍排除を不可能と判断した細川六郎や木沢長政達は、かねてからの一向宗と法華宗の宗教対立を利用。山科本願寺（本願寺10世・証如）から了承を得て、一揆軍に支援を仰いだのである。この時の一揆軍にとって、飯盛山城の攻囲軍を追い散らす事よりも、一向宗にとっての仏敵討滅が目的であった。すなわち、一向宗に敵対する法華宗の庇護者であった元長の討滅である。畠山義堯は言わば、巻き添えをくったようなものであった。
同月20日、顕本寺を取り囲んだ頃には一向一揆軍は人数が増えており（総勢10万とも言われる）、元長は足利義維を逃がすのに精一杯だった。主君から見限られた上に、勝ち戦を敗北に貶められた元長は自害して果てた。享年32。その自害の様とは、自身の腹をかっ捌いただけで終わらず、腹から取り出した臓物を天井に投げつけるという壮絶さであった。
こうして最期を遂げた元長であるが、元長の子の長慶、実休、安宅冬康、十河一存らはいずれも名将とされ、彼らによって三好氏は大きく飛躍、畿内の実権を掌握するほどの最盛期を築くに至った。死後から20年余、長慶によって堺には元長の菩提を弔う南宗寺が建立された。